# Comblanchien
Comblanchien és un municipi francès, situat al departament de la Costa d'Or i a la regió de Borgonya - Franc Comtat. L'any 2007 tenia 685 habitants.

## Demografia

### Població
El 2007 la població de fet de Comblanchien era de 685 persones. Hi havia 254 famílies, de les quals 60 eren unipersonals (16 homes vivint sols i 44 dones vivint soles), 63 parelles sense fills, 95 parelles amb fills i 36 famílies monoparentals amb fills.
La població ha evolucionat segons el següent gràfic:
Habitants censats

### Habitatges
El 2007 hi havia 311 habitatges, 260 eren l'habitatge principal de la família, 12 eren segones residències i 39 estaven desocupats. 273 eren cases i 38 eren apartaments. Dels 260 habitatges principals, 182 estaven ocupats pels seus propietaris, 74 estaven llogats i ocupats pels llogaters i 3 estaven cedits a títol gratuït; 11 tenien dues cambres, 46 en tenien tres, 86 en tenien quatre i 117 en tenien cinc o més. 205 habitatges disposaven pel capbaix d'una plaça de pàrquing. A 119 habitatges hi havia un automòbil i a 117 n'hi havia dos o més.

### Piràmide de població
La piràmide de població per edats i sexe el 2009 era:
| Homes | Edats   | Dones |
| ----- | ------- | ----- |
| 0     | 95 o +  | 0     |
| 0     | 90 a 94 | 4     |
| 0     | 85 a 89 | 4     |
| 0     | 80 a 84 | 0     |
| 28    | 75 a 79 | 8     |
| 8     | 70 a 74 | 24    |
| 16    | 65 a 69 | 24    |
| 20    | 60 a 64 | 12    |
| 16    | 55 a 59 | 16    |
| 16    | 50 a 54 | 12    |
| 24    | 45 a 49 | 12    |
| 40    | 40 a 44 | 12    |
| 8     | 35 a 39 | 24    |
| 36    | 30 a 34 | 40    |
| 12    | 25 a 29 | 12    |
| 8     | 20 a 24 | 20    |
| 20    | 15 a 19 | 12    |
| 20    | 10 a 14 | 12    |
| 20    | 5 a 9   | 32    |
| 20    | 0 a 4   | 32    |

## Economia
El 2007 la població en edat de treballar era de 411 persones, 327 eren actives i 84 eren inactives. De les 327 persones actives 308 estaven ocupades (176 homes i 132 dones) i 19 estaven aturades (9 homes i 10 dones). De les 84 persones inactives 19 estaven jubilades, 42 estaven estudiant i 23 estaven classificades com a «altres inactius».

### Ingressos
El 2009 a Comblanchien hi havia 276 unitats fiscals que integraven 704,5 persones, la mediana anual d'ingressos fiscals per persona era de 17.547 €.

### Activitats econòmiques
Dels 31 establiments que hi havia el 2007, 5 eren d'empreses extractives, 1 d'una empresa alimentària, 6 d'empreses de fabricació d'altres productes industrials, 2 d'empreses de construcció, 7 d'empreses de comerç i reparació d'automòbils, 3 d'empreses d'hostatgeria i restauració, 1 d'una empresa d'informació i comunicació, 2 d'empreses financeres, 1 d'una empresa immobiliària, 2 d'empreses de serveis i 1 d'una empresa classificada com a «altres activitats de serveis».
Dels 6 establiments de servei als particulars que hi havia el 2009, 2 eren tallers de reparació d'automòbils i de material agrícola, 1 electricista, 1 perruqueria i 2 restaurants.
L'únic establiment comercial que hi havia el 2009 era una fleca.
L'any 2000 a Comblanchien hi havia 13 explotacions agrícoles que ocupaven un total de 440 hectàrees.

## Equipaments sanitaris i escolars
El 2009 hi havia 1 escola maternal i 1 escola elemental.

## Poblacions més properes
El següent diagrama mostra les poblacions més properes.